# Grande Prêmio da Estíria de 2020
O Grande Prêmio da Estíria de 2020 (formalmente denominado Formula 1 Pirelli Großer Preis der Steiermark 2020) foi a segunda etapa do Campeonato Mundial de 2020 da Fórmula 1. A corrida foi disputada em 12 de julho de 2020 no Red Bull Ring em Spielberg, Áustria, que excepcionalmente recebeu duas corridas seguidas na mesma temporada em virtude das mudanças no calendário provocadas pela pandemia de COVID-19. O evento marcou a primeira edição do Grande Prêmio da Estíria, que foi criado para diferenciar a segunda corrida realizada no país, o Grande Prêmio da Áustria, que abriu a temporada.

## Relatório

### Treino classificatório
Pré-treino
Houve o atraso de 47 minutos do horário previsto do treino classificatório.
Q1
A pista começou muito molhada, mas as condições melhoraram gradualmente conforme o Q1 se desenrolou. Com isso, Giovinazzi, Russell, Leclerc, Vettel, Verstappen, Bottas, Norris e Sainz se revezaram na primeira colocação até Hamilton assumir o primeiro lugar faltando cinco minutos para o fim.
Como esperado, houve algumas rodadas e escapadas, como de Romain Grosjean, que nem sequer marcou tempo, Nicholas Latifi, Alexander Albon e Antonio Giovinazzi. O italiano, aliás, chegou a bater de traseira na penúltima curva do traçado e não conseguiu voltar aos boxes - a parada do carro na pista causou uma bandeira vermelha no último minuto.
A grande surpresa do Q1 foi a eliminação de Sergio Pérez, que foi muito bem nos treinos livres de sexta-feira em pista seca mas não conseguiu encaixar boas voltas no molhado e ficou numa decepcionante 17ª colocação, enquanto o companheiro Lance Stroll avançou ao Q2 em oitavo.
Q2
Hamilton e Bottas começaram dominando o Q2, com Norris e Sainz logo atrás, mas Verstappen fez o melhor tempo a nove minutos do fim. Faltando cinco minutos para a bandeira quadriculada, o hexacampeão recuperou a primeira colocação.
Nos minutos finais do Q2, a chuva aumentou novamente, e Leclerc acabou atrapalhado justamente quando tinha colocado um novo jogo de pneus. Com isso, o monegasco foi eliminado do Q3, enquanto o companheiro Sebastian Vettel avançou em décimo.
Outra surpresa foi a eliminação de Lance Stroll, que tinha ido bem no Q1 com o carro da Racing Point mas ficou apenas em 13º. À frente dele ficou George Russell, que, com um carro bem inferior (Williams), ficou em 12º, sua melhor posição de largada na F1.
Q3
A etapa final do treino começou com Verstappen fazendo o melhor tempo, com 1m21s800. Em seguida, o holandês baixou para 1m21s570. Mas aí a Mercedes apareceu: Hamilton fez 1m21s272, e Bottas conseguiu 1m21s036. Logo depois, o inglês baixou para 1m20s649.
As condições da pista melhoraram ligeiramente nos minutos finais, e Verstappen reassumiu a pole provisória, com 1m20s489, mas Hamilton melhorou ainda mais e conseguiu 1m19s702. Na última tentativa, Max deu uma rodada, e o inglês baixou a melhor marca para 1m19s273.

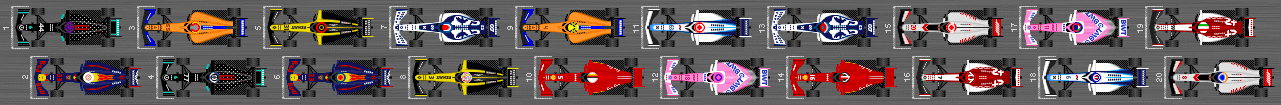
Grid de Largada

### Corrida
Dentre os dez primeiros colocados no grid, somente dois optaram por iniciar a prova com pneus médios: Daniel Ricciardo e Sebastian Vettel. Todos os outros preferiram os compostos macios para a primeira parte da corrida.
A largada foi tranquila para Lewis Hamilton, que manteve a ponta, enquanto Carlos Sainz chegou a atacar Max Verstappen, mas não conseguiu fazer a ultrapassagem e ficou em terceiro, seguido por Valtteri Bottas e Esteban Ocon, o quinto.
Pior mesmo foi para a Ferrari, como se já não bastasse mais crise neste ano. Charles Leclerc forçou a ultrapassagem sobre Vettel na entrada da curva 3, não conseguiu frear e acertou o carro do alemão, que ficou com a asa traseira da SF1000 danificada. O acidente levou a direção de prova a acionar o safety-car, enquanto Sebastian teve de abandonar. Leclerc continuou na corrida, mas na última posição. Um desastre.
A relargada foi dada na quarta volta. Hamilton escapou na frente, com Verstappen em segundo e Sainz em terceiro. Russell, no pelotão intermediário, cometeu um erro e passeou pela caixa de brita, mas conseguiu voltar para a pista, enquanto Lance Stroll e Lando Norris duelavam pelo nono lugar, com o canadense à frente. Pouco depois, Leclerc completou o domingo pavoroso da Ferrari e voltou para os boxes, desta vez para abandonar a corrida.
Ainda no começo da prova, a McLaren provou que ainda não tem condições reais de lutar com Mercedes e Red Bull. Sainz foi ultrapassado por Bottas e Alexander Albon, que subiram para terceiro e quarto, respectivamente. O espanhol caiu para quinto, à frente das Renault de Ocon e Ricciardo. Pierre Gasly, com a AlphaTauri, fazia boa corrida e era o nono, seguido por Stroll, Norris e Pérez, que pulou de 17º para 11º em dez voltas.
Na frente, Hamilton reinava soberano e abria vantagem para Verstappen com seguidas voltas mais rápidas. A corrida estava mais animada no pelotão intermediário: Ocon e Ricciardo brigavam pelo sexto lugar; Stroll superava Gasly e trazia Pérez a reboque depois de o mexicano passar também Norris.
Ricciardo finalmente fez a ultrapassagem sobre Ocon e subiu para sexto na volta 21. E Hamilton, mesmo depois de ter cometido um pequeno erro na curva 3, conseguiu controlar bem a diferença para Verstappen. Bottas, por sua vez, tentava se aproximar do holandês. E foi justamente o piloto da Red Bull o primeiro dentre os ponteiros a fazer o pit-stop, na volta 25, mudando de pneus macios para os médios.
Dois giros depois, foi a vez de Ocon abandonar com problemas no radiador, encerrando o que vinha sendo um fim de semana positivo do francês. Assim, Stroll e Pérez, por exemplo, ganhavam mais uma posição e subiam para sétimo e oitavo, respectivamente. Na volta 28, Hamilton fez o pit-stop, com a Mercedes adotando a mesma estratégia de pneus da Red Bull. Bottas seguiu na pista por mais algum tempo para tentar o ‘undercut’ e ganhar a posição de Verstappen.
Sainz partiu para fazer seu pit-stop na volta 33, mas perdeu tempo. Os mecânicos da McLaren tiveram dificuldades em fixar a roda traseira esquerda do carro do espanhol, o que prejudicou totalmente a chance de um bom resultado. No giro seguinte, Stroll partiu para a troca de pneus depois de começar a ser pressionado por Pérez na luta pelo sétimo lugar.
Ao mesmo tempo, Bottas foi para os boxes para enfim a Mercedes realizar o pit-stop. Mas a estratégia da equipe para o finlandês não deu certo. Valtteri voltou 8s atrás de Verstappen.
Na volta 40, Pérez enfim foi aos boxes para o seu pit-stop. O mexicano voltou atrás de Stroll e logo à frente de Sainz, que vinha em oitavo. O piloto da McLaren chegou a usar a asa móvel para fazer a ultrapassagem, mas levou o troco e foi superado por fora por ‘Checo’ na curva 5, retomando o sétimo lugar com uma bela manobra.
Enquanto Hamilton sobrava na frente, a grande atração da corrida era a briga entre os dois pilotos da Racing Point. Pérez e Stroll duelaram de forma limpa pelo sexto lugar. O mexicano fez outra grande ultrapassagem, deixou para trás o companheiro de equipe e partiu para cima de Ricciardo para buscar o quinto posto.
O australiano sequer esboçou reação quando Pérez encostou e fez a ultrapassagem na volta 49. O piloto de Guadalajara, um dos grandes destaques do domingo, passava a ter a Red Bull de Albon como alvo, enquanto Stroll chegava para também deixar para trás a Renault de Ricciardo.
Na raça e na experiência, Ricciardo segurou Stroll ao máximo com uma pilotagem valente mesmo tendo carro inferior. Mais à frente, Pérez se destacava novamente e passava a atacar Albon na disputa pelo quarto lugar.
Daniil Kvyat surpreendia ao aparecer em décimo, contrastando com a queda de Gasly na prova em razão da estratégia adotada pela AlphaTauri, que se mostrou equivocada, ao calçar o carro do francês, em 15º, com pneus duros para o stint final.
O ótimo pelotão intermediário voltava a entregar espetáculo. Daquela vez, com o duelo interno da McLaren. Norris passou Sainz na volta 62 e subiu para a oitava colocação, ficando logo atrás da disputa entre Ricciardo e Stroll pelo sexto posto. Mais à frente, Pérez seguia na batalha contra Albon pelo quarto lugar.
Quando restavam cinco voltas para o fim da corrida, Bottas encostou de vez em Verstappen, que não conseguia tirar o máximo dos pneus e perdia muito rendimento. Os dois travaram um grande duelo roda a roda. Mesmo muito aguerrido, Max não conseguiu resistir à melhor performance da Mercedes do nórdico, que partiu para completar a dobradinha liderada por Hamilton.
As últimas voltas foram igualmente empolgantes no pelotão intermediário. Pérez tentou passar Albon, mas tocou a asa dianteira esquerda do seu carro na Red Bull do anglo-tailandês, que passou na quarta colocação. O mexicano perdeu rendimento no fim e acabou perdendo o quinto posto para Norris — que havia ultrapassado Stroll e Ricciardo também no giro final —. ‘Checo’ ainda conseguiu se arrastar o bastante para terminar em sexto, à frente do companheiro de equipe e da Renault do australiano. Carlos Sainz, com direito à volta mais rápida da corrida, e Kvyat, fecharam o top-10.

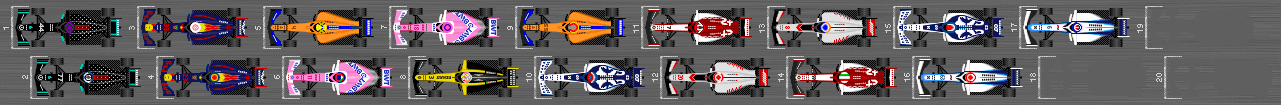
Posições de chegada da corrida

## Pneus
| Nome do composto | Cor | Banda de rolamento | Condições de Tempo | Dry Type                           | Aderência       | Longevidade   |
| ---------------- | --- | ------------------ | ------------------ | ---------------------------------- | --------------- | ------------- |
| Macio (C4)       |     | Slick (P Zero)     | Seco               | Soft                               | Mais aderência  | Menos durável |
| Médio (C3)       |     | Slick (P Zero)     | Seco               | Medium                             | Médio           | Médio         |
| Duro (C2)        |     | Slick (P Zero)     | Seco               | Hard                               | Menos aderência | Mais durável  |
| Intermediário    |     | Sulcos (Cinturato) | Molhado            | Intermediate (água não estagnante) | —               | —             |
| Chuva            |     | Sulcos (Cinturato) | Molhado            | Wet (água estagnante)              | —               | —             |

| Escolhas de Pneus de cada piloto para o GP da Estíria: | Escolhas de Pneus de cada piloto para o GP da Estíria: | Escolhas de Pneus de cada piloto para o GP da Estíria: | Escolhas de Pneus de cada piloto para o GP da Estíria: | Escolhas de Pneus de cada piloto para o GP da Estíria: | Escolhas de Pneus de cada piloto para o GP da Estíria: |
| ------------------------------------------------------ | ------------------------------------------------------ | ------------------------------------------------------ | ------------------------------------------------------ | ------------------------------------------------------ | ------------------------------------------------------ |
| Nº                                                     | Pilotos                                                | Equipe(s)                                              | Duro                                                   | Médio                                                  | Macio                                                  |
| 44                                                     | Lewis Hamilton                                         | Mercedes                                               |                                                        |                                                        |                                                        |
| 77                                                     | Valtteri Bottas                                        | Mercedes                                               |                                                        |                                                        |                                                        |
| 5                                                      | Sebastian Vettel                                       | Ferrari                                                |                                                        |                                                        |                                                        |
| 16                                                     | Charles Leclerc                                        | Ferrari                                                |                                                        |                                                        |                                                        |
| 23                                                     | Alexander Albon                                        | Red Bull-Honda                                         |                                                        |                                                        |                                                        |
| 33                                                     | Max Verstappen                                         | Red Bull-Honda                                         |                                                        |                                                        |                                                        |
| 3                                                      | Daniel Ricciardo                                       | Renault                                                |                                                        |                                                        |                                                        |
| 31                                                     | Esteban Ocon                                           | Renault                                                |                                                        |                                                        |                                                        |
| 8                                                      | Romain Grosjean                                        | Haas-Ferrari                                           |                                                        |                                                        |                                                        |
| 20                                                     | Kevin Magnussen                                        | Haas-Ferrari                                           |                                                        |                                                        |                                                        |
| 55                                                     | Carlos Sainz Jr.                                       | McLaren-Renault                                        |                                                        |                                                        |                                                        |
| 4                                                      | Lando Norris                                           | McLaren-Renault                                        |                                                        |                                                        |                                                        |
| 11                                                     | Sergio Pérez                                           | Racing Point-Mercedes                                  |                                                        |                                                        |                                                        |
| 18                                                     | Lance Stroll                                           | Racing Point-Mercedes                                  |                                                        |                                                        |                                                        |
| 7                                                      | Kimi Raikkonen                                         | Alfa Romeo Racing-Ferrari                              |                                                        |                                                        |                                                        |
| 99                                                     | Antonio Giovinazzi                                     | Alfa Romeo Racing-Ferrari                              |                                                        |                                                        |                                                        |
| 10                                                     | Pierre Gasly                                           | AlphaTauri-Honda                                       |                                                        |                                                        |                                                        |
| 26                                                     | Daniil Kvyat                                           | AlphaTauri-Honda                                       |                                                        |                                                        |                                                        |
| 6                                                      | Nicholas Latifi                                        | Williams-Mercedes                                      |                                                        |                                                        |                                                        |
| 63                                                     | George Russell                                         | Williams-Mercedes                                      |                                                        |                                                        |                                                        |

## Resultados

### Treino classificatório
| Pos.                     | Nº | Piloto             | Construtor                | Q1       | Q2       | Q3       | Grid   |
| ------------------------ | -- | ------------------ | ------------------------- | -------- | -------- | -------- | ------ |
| 1                        | 44 | Lewis Hamilton     | Mercedes                  | 1:18.188 | 1:17.825 | 1:19.273 | 1      |
| 2                        | 33 | Max Verstappen     | Red Bull-Honda            | 1:18.297 | 1:17.938 | 1:20.489 | 2      |
| 3                        | 55 | Carlos Sainz Jr.   | McLaren-Renault           | 1:18.590 | 1:18.836 | 1:20.671 | 3      |
| 4                        | 77 | Valtteri Bottas    | Mercedes                  | 1:18.791 | 1:18.657 | 1:20.701 | 4      |
| 5                        | 31 | Esteban Ocon       | Renault                   | 1:19.687 | 1:18.764 | 1:20.922 | 5      |
| 6                        | 4  | Lando Norris       | McLaren-Renault           | 1:18.504 | 1:18.448 | 1:20.925 | 9 [a]  |
| 7                        | 23 | Alexander Albon    | Red Bull Racing-Honda     | 1:20.882 | 1:19.014 | 1:21.011 | 6      |
| 8                        | 10 | Pierre Gasly       | AlphaTauri-Honda          | 1:20.192 | 1:18.744 | 1:21.028 | 7      |
| 9                        | 3  | Daniel Ricciardo   | Renault                   | 1:19.662 | 1:19.229 | 1:21.192 | 8      |
| 10                       | 5  | Sebastian Vettel   | Ferrari                   | 1:20.243 | 1:19.545 | 1:21.651 | 10     |
| 11                       | 16 | Charles Leclerc    | Ferrari                   | 1:20.871 | 1:19.628 | N/A      | 14 [b] |
| 12                       | 63 | George Russell     | Williams-Mercedes         | 1:20.382 | 1:19.636 | N/A      | 11     |
| 13                       | 18 | Lance Stroll       | Racing Point-BWT Mercedes | 1:19.697 | 1:19.645 | N/A      | 12     |
| 14                       | 26 | Daniil Kvyat       | AlphaTauri-Honda          | 1:19.824 | 1:19.717 | N/A      | 13     |
| 15                       | 20 | Kevin Magnussen    | Haas-Ferrari              | 1:21.140 | 1:20.211 | N/A      | 15     |
| 16                       | 7  | Kimi Räikkönen     | Alfa Romeo-Ferrari        | 1:21.372 | N/A      | N/A      | 16     |
| 17                       | 11 | Sergio Pérez       | Racing Point-BWT Mercedes | 1:21.607 | N/A      | N/A      | 17     |
| 18                       | 6  | Nicholas Latifi    | Williams-Mercedes         | 1:21.759 | N/A      | N/A      | 18     |
| 19                       | 99 | Antonio Giovinazzi | Alfa Romeo-Ferrari        | 1:21.831 | N/A      | N/A      | 19     |
| Tempo dos 107%: 1:23.661 |    |                    |                           |          |          |          |        |
| 20                       | 8  | Romain Grosjean    | Haas-Ferrari              | S/Tempo  | N/A      | N/A      | 20     |
| Fonte:                   |    |                    |                           |          |          |          |        |

Notas
- [a] – Lando Norris (McLaren-Renault) recebeu uma penalidade de três lugares no grid por ultrapassar com bandeiras amarelas durante a primeira sessão de treinos..[6]
- [b] – Charles Leclerc (Ferrari) recebeu uma penalidade de três posições no grid por impedir Daniil Kvyat durante a qualificação.[7]

### Corrida
| 1                                                                           | 44 | Lewis Hamilton     | Mercedes              | 71 | 1:30:55.739       | 1  | 25  |
| 2                                                                           | 77 | Valtteri Bottas    | Mercedes              | 71 | +13.719           | 4  | 18  |
| 3                                                                           | 33 | Max Verstappen     | Red Bull-Honda        | 71 | +33.698           | 2  | 15  |
| 4                                                                           | 23 | Alexander Albon    | Red Bull-Honda        | 71 | +44.440           | 6  | 12  |
| 5                                                                           | 4  | Lando Norris       | McLaren-Renault       | 71 | +1:01.470         | 9  | 10  |
| 6                                                                           | 11 | Sergio Pérez       | Racing Point-Mercedes | 71 | +1:02.387         | 17 | 8   |
| 7                                                                           | 18 | Lance Stroll       | Racing Point-Mercedes | 71 | +1:02.453         | 12 | 6   |
| 8                                                                           | 3  | Daniel Ricciardo   | Renault               | 71 | +1:02.591         | 8  | 4   |
| 9                                                                           | 55 | Carlos Sainz Jr.   | McLaren-Renault       | 70 | +1 Volta          | 3  | 2+1 |
| 10                                                                          | 26 | Daniil Kvyat       | Alpha Tauri-Honda     | 70 | +1 Volta          | 13 | 1   |
| 11                                                                          | 7  | Kimi Räikkönen     | Alfa Romeo-Ferrari    | 70 | +1 Volta          | 16 |     |
| 12                                                                          | 20 | Kevin Magnussen    | Haas-Ferrari          | 70 | +1 Volta          | 15 |     |
| 13                                                                          | 8  | Romain Grosjean    | Haas-Ferrari          | 70 | +1 Volta          | 20 |     |
| 14                                                                          | 99 | Antonio Giovinazzi | Alfa Romeo-Ferrari    | 70 | +1 Volta          | 19 |     |
| 15                                                                          | 10 | Pierre Gasly       | Alpha Tauri-Honda     | 70 | +1 Volta          | 7  |     |
| 16                                                                          | 63 | George Russell     | Williams-Mercedes     | 69 | +2 Voltas         | 11 |     |
| 17                                                                          | 6  | Nicholas Latifi    | Williams-Mercedes     | 69 | +2 Volstas        | 18 |     |
| Ret                                                                         | 31 | Esteban Ocon       | Renault               | 25 | Superaquecimento  | 5  |     |
| Ret                                                                         | 16 | Charles Leclerc    | Ferrari               | 4  | Danos por Colisão | 14 |     |
| Ret                                                                         | 5  | Sebastian Vettel   | Ferrari               | 1  | Colisão           | 10 |     |
| Volta mais rápida: Carlos Sainz Jr. (McLaren-Renault) – 1:05.619 (volta 68) |    |                    |                       |    |                   |    |     |
| Fonte:                                                                      |    |                    |                       |    |                   |    |     |

## Curiosidades
- 85ª vitória de Lewis Hamilton.
- 54ª dobradinha da Mercedes na Fórmula 1.
- Alexander Albon igualou melhor resultado na carreira com quarto lugar desde o Grande Prêmio do Japão de 2019.

## Voltas na liderança
| Nº de Voltas | Piloto          | Voltas      |
| ------------ | --------------- | ----------- |
| 64           | Lewis Hamilton  | 1-27; 35-71 |
| 7            | Valtteri Bottas | 28-34       |

## 2020DHLFastest Pit Stop Award

### Resultado
| 1      | 33 | Max Verstappen     | Red Bull-Honda            | 1.95 | 25 |
| 2      | 23 | Alexander Albon    | Red Bull-Honda            | 2.22 | 18 |
| 3      | 77 | Valtteri Bottas    | Mercedes                  | 2.39 | 15 |
| 4      | 7  | Kimi Räikkönen     | Alfa Romeo Racing-Ferrari | 2.58 | 12 |
| 5      | 44 | Lewis Hamilton     | Mercedes                  | 2.62 | 10 |
| 6      | 63 | George Russell     | Williams-Mercedes         | 2.80 | 8  |
| 7      | 3  | Daniel Ricciardo   | Renault                   | 2.83 | 6  |
| 8      | 26 | Daniil Kvyat       | Alpha Tauri-Honda         | 2.85 | 4  |
| 9      | 99 | Antonio Giovinazzi | Alfa Romeo Racing-Ferrari | 2.95 | 2  |
| 10     | 8  | Kevin Magnussen    | Haas-Ferrari              | 2.98 | 1  |
| Fonte: |    |                    |                           |      |    |

### Classificação
| Tabela do DHL Fastest Pit Stop Award \| Pos \| Construtor \| Pontos \| \| --- \| --------------------- \| ------ \| \| 1 \| Red Bull-Honda \| 46 \| \| 2 \| Mercedes \| 43 \| \| 3 \| Williams-Mercedes \| 28 \| \| 4 \| Renault \| 18 \| \| 5 \| Alfa Romeo-Ferrari \| 15 \| \| 6 \| AlphaTauri-Honda \| 12 \| \| 7 \| Ferrari \| 10 \| \| 8 \| Racing Point-Mercedes \| 4 \| \| 9 \| Haas-Ferrari \| 1 \| \| 10 \| McLaren-Renault \| 0 \| |                       |        |
| Pos | Construtor            | Pontos |
| 1 | Red Bull-Honda        | 46     |
| 2 | Mercedes              | 43     |
| 3 | Williams-Mercedes     | 28     |
| 4 | Renault               | 18     |
| 5 | Alfa Romeo-Ferrari    | 15     |
| 6 | AlphaTauri-Honda      | 12     |
| 7 | Ferrari               | 10     |
| 8 | Racing Point-Mercedes | 4      |
| 9 | Haas-Ferrari          | 1      |
| 10 | McLaren-Renault       | 0      |

## Tabela do campeonato após a corrida
Somente as cinco primeiras posições estão incluídas nas tabelas.
| Pos | Piloto          | Pontos | Var     |
| --- | --------------- | ------ | ------- |
| 1   | Valtteri Bottas | 43     | Estável |
| 2   | Lewis Hamilton  | 37     | 2       |
| 3   | Lando Norris    | 26     | Estável |
| 4   | Charles Leclerc | 18     | 2       |
| 5   | Sergio Perez    | 16     | 1       |

| Pos | Construtor            | Pontos | Var     |
| --- | --------------------- | ------ | ------- |
| 1   | Mercedes              | 80     | Estável |
| 2   | McLaren-Renault       | 39     | Estável |
| 3   | Red Bull-Honda        | 27     | 6       |
| 4   | Racing Point-Mercedes | 22     | 1       |
| 5   | Ferrari               | 19     | 3       |